# محمودیه (بردسیر)
محمودیه (بردسیر)، روستایی از توابع بخش نگار شهرستان بردسیر در استان کرمان ایران است.

## جمعیت
این روستا در دهستان نگار قرار دارد و براساس سرشماری مرکز آمار ایران در سال ۱۳۸۵، جمعیت آن ۸ نفر (۶خانوار) بوده‌است.